# Brede das

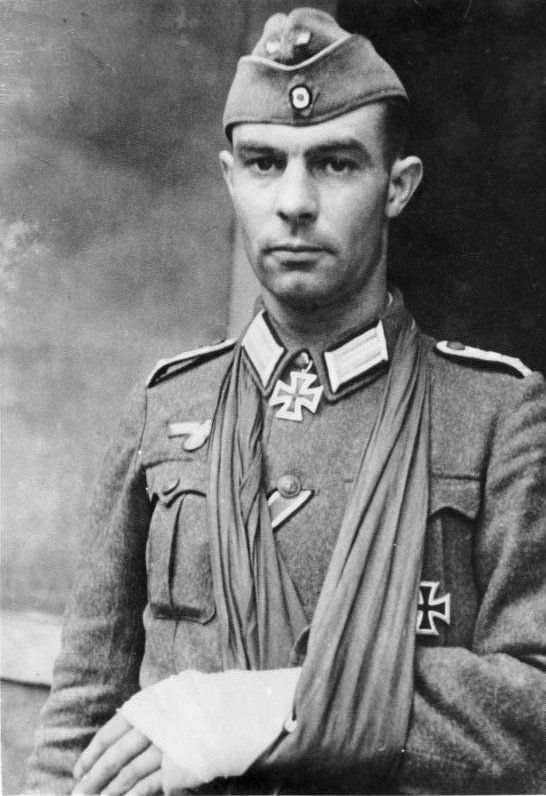
Een gewonde Duitse militair tijdens de Tweede Wereldoorlog, met een brede das.

Een brede das is een smalle, uit een driekante doek gevouwen draagconstructie die dichtgeknoopt om de nek gehangen wordt, met als doel het sleutelbeen, de schouder, bovenarm of elleboog bij een blessure of een verwonding rust te geven en te ondersteunen.
Een brede das wordt gedragen bij een kneuzing, botbreuk, verstuiking of (snij)wond. De pols en hand moeten daarbij in de doek rusten. De doek hoort te worden dichtgeknoopt op de schouder van de gezonde zijde.
Bij kinderen wordt de doek smaller gevouwen, waardoor een 'smalle das' ontstaat.
Een driekante doek is meestal gemaakt van katoen of vlieseline en heeft meestal een formaat van 96 × 96 × 136 cm.
De brede das dient niet te worden verward met de mitella, die wordt gemaakt van dezelfde soort driekante doek. 
Het Oranje Kruis schrapte in 2016 definitief het gebruik van de driekante doek uit de Nederlandse Richtlijnen Eerste Hulp en de 27e druk van Het Oranje Kruisboekje, omdat de doek het slachtoffer in een bepaalde houding dwingt en juist vaak pijn zou veroorzaken.